# Керничний Максим Сергійович
Макси́м Сергі́йович Керни́чний (нар. 23 червня 1978, м. Жмеринка, Вінницька область, Українська РСР — 29 червня 2017, с-ще Кам'янка, Ясинуватський район, Донецька область, Україна) — прапорщик Повітряних сил Збройних сил України, учасник російсько-української війни.

## Біографія
Народився 1978 року в місті Жмеринка на Вінниччині. Закінчив середню школу № 6. У шкільні роки грав у футбол, мріяв стати військовим, як і старший брат. Любив природу, риболовлю.
На військовій службі — з 1996 року. Після строкової служби, яку проходив у роті Почесної варти 101-й бригади охорони Генштабу (м. Київ), залишився в армії за контрактом. Тривалий час працював у Жмеринському об'єднаному міському військовому комісаріаті.
З 2014 року проходив службу у 456-ій бригаді транспортної авіації, в/ч А1231, с. Гавришівка, на посаді начальника сховища авіаційного пального.
Під час російської збройної агресії проти України у жовтні 2015 року був відряджений в зону проведення антитерористичній операції. У січні 2017 року вирушив на фронт вдруге — в складі 12-го окремого мотопіхотного батальйону «Київ» 72-ї окремої механізованої бригади, в/ч польова пошта В2277. Виконував завдання у Донецькій області, — поблизу Ясинуватської розв'язки.
Загинув 29 червня 2017 року під час бою в районі між селищем Кам'янка та окупованим селищем Крута Балка, в результаті влучення у бліндаж снаряду з ворожого танку Т-72. Ще троє бійців зазнали контузії, в одного з них на шоломі була встановлена камера, яка зняла весь бій і момент смерті прапорщика Керничного.
Після прощання у військовій частині в Гавришівці похований 2 липня на міському кладовищі Жмеринки у с. Леляки.
Залишилися батьки, брат (полковник ЗСУ), дружина Валентина і неповнолітній син Максим.

## Нагороди та вшанування
- Указом Президента України № 259/2017 від 2 вересня 2017 року, за особисту мужність і самовіддані дії, виявлені у захисті державного суверенітету та територіальної цілісності України, зразкове виконання військового обов'язку, нагороджений орденом «За мужність» III ступеня (посмертно)[5].